# Liste von Automuseen in Finnland

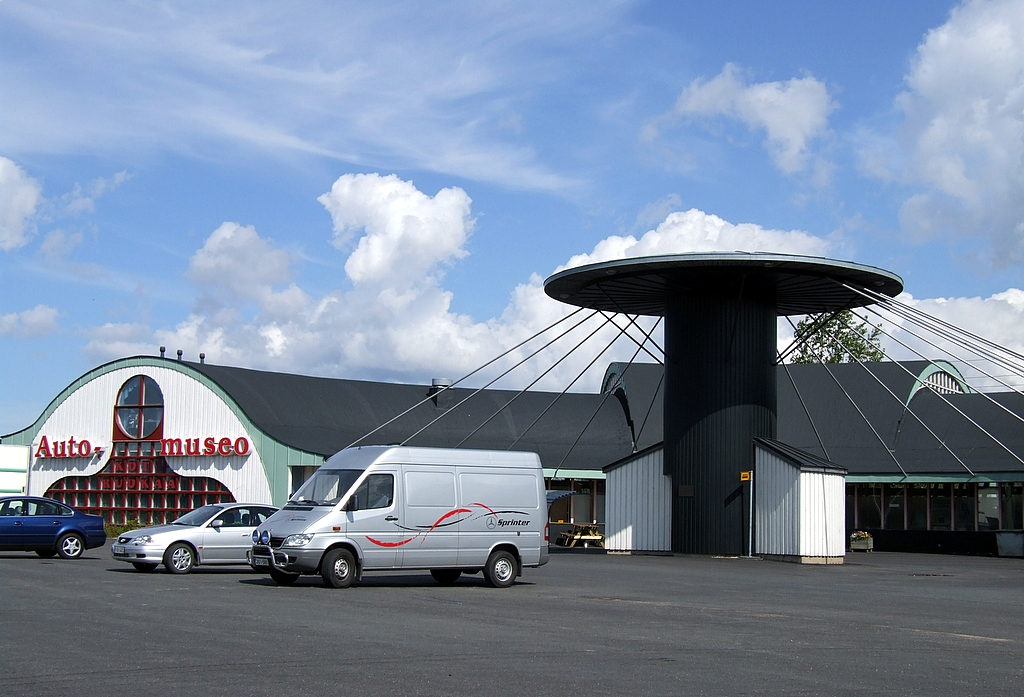
Oulun Automuseo in Oulu

Automuseen in Finnland sind üblicherweise nur im Sommer für einige Monate geöffnet. Darunter befinden sich große öffentliche Museen mit festen Öffnungszeiten ebenso wie kleine Privatsammlungen, die teilweise nur nach Vereinbarung geöffnet sind. Neben westeuropäischen und amerikanischen Autos sind oftmals auch osteuropäische und japanische Modelle ausgestellt.

## Tabellarische Übersicht
Die Tabelle ist absteigend nach der Anzahl der ausgestellten Personenkraftwagen sortiert, und bei gleicher Anzahl alphabetisch aufsteigend nach Ort. In der Spalte Stand ist das Jahr angegeben, auf das sich die Angaben Anzahl ausgestellter Pkw und Besondere Pkw beziehen. Die Auflistung in der Spalte Besondere Pkw erfolgt alphabetisch.
| Name des Museums                               | Ort                    | Beschreibung                                       | Anzahl ausgestellter Pkw | Stand | Besondere Pkw |
| ---------------------------------------------- | ---------------------- | -------------------------------------------------- | ------------------------ | ----- | --- |
| Myllyn Vanhat Autot                            | Ylämylly               | Autos, Motorräder und Lkw                          | 143                      | 2008  | Daihatsu Compagno 1968, FSO Warszawa, GAZ-12 ZIM 1952, Jowett Javelin 1951, Moon 1928, Neckar Panorama 1965 und Wolseley 6/99 1960                                                                                            |
| Espoon Automuseo                               | Espoo                  | Autos                                              | 105                      | 2008  | Datsun Bluebird 1963, DeSoto Adventurer 1960, Essex Super Six 1929, Lincoln-Zephyr 1937, MJP 1980 (Prototyp aus Finnland), Moon 1927, Riley Kestrel 1969, Scootacar, SMZ SZD 1984, Wanderer W 24 1939 und GAZ M-21 Wolga 1962 |
| Uudenkaupungin Automuseo                       | Uusikaupunki           | Autos, Schwerpunkt Saab und Valmet                 | 100                      | 2008  | Chrysler 1508 aus Finnland, Gardner 1926, Korvensuu 1913, Maxwell 1907, Maybach Zeppelin DS 8 1931, Studebaker President 1939 und Talbot Horizon Prototyp aus Finnland                                                        |
| TS Turun Sanomien Auto- ja Viestintämuseo      | Turku                  | Autos, Rennwagen und Motorräder                    | 44                       | 2008  | Metz 22 1915, Oakland 1929, Pobeda 1956, Skoda 1201 Lieferwagen 1958 und Waltham Orient 1905 |
| Wanhat Wehkeet                                 | Karstula               | Autos, Motorräder und Lkw                          | 43                       | 2008  | Datsun 1000 1969, EMW 1950, Fiat Ritmo Electricar 1979 und Velorex 1955 |
| Jakola Farm’s Car Museum                       | Pääjärvi               | Autos                                              | 39                       | 2008  | Chrysler Windsor 1960, EMW 340 1953, Glas Isar Kombi 1963, IFA F 9 1955, Isch Pick-up, PMC Prince Gloria 1965 und Zwickau P 70                                                                                                |
| Turun Automuseo                                | Turku                  | Autos und Motorräder, Besuch nur nach Vereinbarung | 36                       | 2008  | BMA Amica etwa 1994, Autobianchi Bianchina Panoramica 1962, EMW 321 1948, Fuldamobil 200 1957, IFA F 8 1955, Trojan 200 1964 und Zwickau P 70 Coupé 1958                                                                      |
| Vehoniemen Museoauto- ja moottoripyöränäyttely | Kaivanto bei Kangasala | Autos                                              | 33                       | 2008  | Amphicar 770 1967, Marmon Big 8 1938, Maxwell 1909, Mazda 800 1965, NSU Sport-Prinz 1960, NSU-Fiat Jagst 770, Packard 733 1930, Renault Nervasport 1935, Rugby 1924 und ZIS-110 1948                                          |
| Perniön Nostalgia-automuseo                    | Knaapila bei Perniö    | Autos                                              | 32                       | 2008  | Nissan Bluebird 1977, Fiat 128 S Coupé, Hillman Super Minx 1962, NSU-Fiat Jagst 2 1965, Toyota Crown Kombi 1965 und Vauxhall Velox 1948                                                                                       |
| Etelä-Karjalan Automuseo                       | Rauha                  | Autos und Motorräder                               | 30                       | 2008  | Austin A40 Devon 1952, Daimler Conquest 1956, Datsun 100 A Coupé 1974, FSO Warszawa und Toyota Corolla Sprinter Coupé 1969 |
| Oulun Automuseo                                | Oulu                   | Autos, Motorräder und Lkw                          | 29                       | 2008  | DAF 322 Daffodil 1966, Dodge Challenger 1970, IFA F 8 Lieferwagen, IHC 1911, Nash LaFayette 1939 und Peugeot Typ 172 1922 |
| Vaasan Auto- ja Moottorimuseo                  | Vaasa                  | Autos und Motorräder, Schwerpunkt Ford (USA)       | 29                       | 2008  | Ford Modell A 1904, Hino Contessa 1966, JEG 1951 (Prototyp aus Finnland), PMC Prince Skyline 1966, Reo 1909 und Stoewer 6/30 PS Typ F 6 1928                                                                                  |
| Pohjois-Karjalan Automuseo                     | Liperi                 | Autos und ein Bus                                  | 28                       | 2008  | Chrysler B-70 1925, Edsel Pacer 1958, Isuzu Bellett, Opel Torpedo etwa 1911 und Renault Juvaquatre 1939 |
| Pattijoen konemuseo                            | Pattijoki              | Autos, Motorräder und Traktoren                    | 25                       | 2008  | Austin A 40 Farina 1961, Mazda 1967 und Volvo P 210 Duett 1967 |
| Helsingin Automuseo                            | Helsinki               | Autos                                              | 24                       | 2008  | Dodge Victory Six 1928, Flint 1926, Frazer Custom 1949 und Stoewer 6/16 PS Typ B 1 1910 |
| Vammalan Auto- ja Traktorimuseo                | Roismala               | Autos und Traktoren                                | 22                       | 2008  | Hillman Hunter, Mercury Comet 1965, Morris Marina 1974, Skoda 1102 1952 und GAZ M-21 Wolga 1965 |
| Visulahti Travel Centre                        | Visulahti bei Mikkeli  | Vergnügungspark mit kleinem Automuseum             | 20                       | 2008  | Kaiser Special 1951, LaSalle 1936, NSU-Fiat Weinsberg 1963 und Skoda 1102 1951 |
| Kuopion Automuseo                              | Kuopio                 | Autos                                              | 18                       | 2008  | Auburn 6-39 1917, Buick Master Six 1927, Oldsmobile 30 B 1924, Sears H 1909 und Singer SM 1500 1952 |
| Antin Automuseo                                | Vesivehmaa bei Vääksy  | Autos, Besuch nur nach Vereinbarung                | 17                       | 2008  | Buick Roadmaster 1950, Datsun Fairlady 1963, Dodge Coronet 1951, Edsel Villager 1959, Ford 26 M 1970, Holden FJ 1954, Opel Rekord P2 Caravan 1961 und Simca 1500 1965                                                         |
| Keski Suomen Tieliikennemuseo                  | Kintaus                | Autos, Motorräder und Lkw                          | 12                       | 2008  | EMW 321 1948, Hanomag Kurier 1938, Peugeot 403 Pick-up und Pobeda |
| Auto- ja Traktorihajottamomuseo                | Kälviä                 | Tierpark mit Autos und Traktoren                   | 12                       | 2008  | Datsun Bluebird 1966, Isuzu Bellett 1969 und Pobeda 1955 |
| Merstolan Pysäkki                              | Harjavalta             | Autos                                              | 11                       | 2008  | Buick Roadmaster 1952, Datsun 1600 1970, Kaiser 1951, SMZ SZA 1962 und Volvo 262 C 1980 |
| Gårdskullan Maatalousmuseo Traktorimuseo       | Siuntio                | Autos und Traktoren                                | 7                        | 2008  | Ford Sedan 1937 und Packard Six 1939 |
| Mobilia Auto- ja Tieliikennemuseo              | Kangasala              | Autos und Lkw                                      | 6                        | 2008  | Peugeot 203 1958 und Standard Vanguard Pick-up 1952 |